# Stazione di Kaunas
La stazione di Kaunas (in lituano Kauno geležinkelio stotis) è principale stazione ferroviaria di Kaunas, la seconda città della Lituania.

## Storia

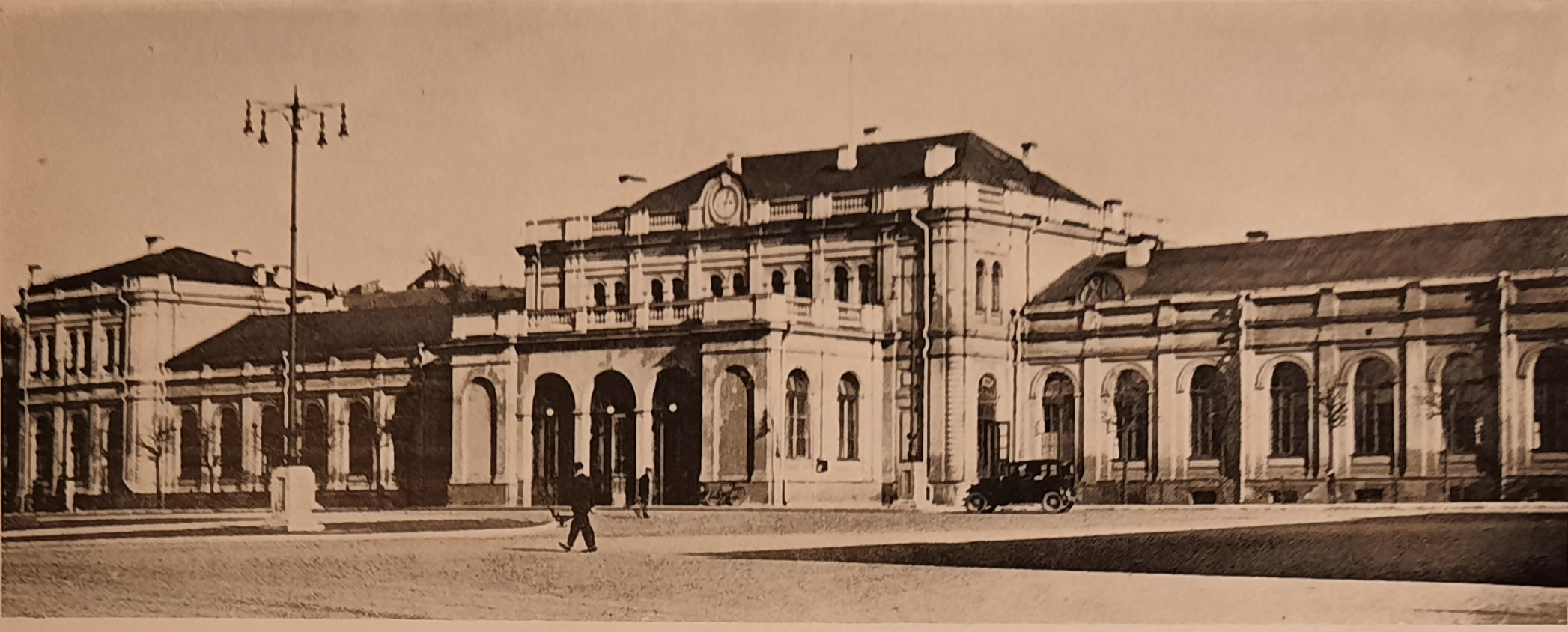
la stazione di Kaunas nel 1935.

Una prima stazione temporanea fu inaugurata l'11 aprile 1861, quando i treni iniziarono a circolare sulla linea ferroviaria Kaunas-Virbali. La stazione si trovava sulla riva sinistra del Nemunas, poiché il ponte ferroviario non era ancora stato costruito. L'attuale stazione ferroviaria, la cui costruzione era iniziata nella primavera del 1859, entrò in funzione nel 1862, quando fu aperto al traffico il ponte ferroviario di Kaunas. 
La stazione ferroviaria fu completamente distrutta durante la seconda guerra mondiale. Nel 1949 fu presentato il progetto, realizzato dall'architetto Pëtr Ashastin, autore anche della stazione di Vilnius, di una nuova stazione. Il nuovo edificio, realizzato secondo i canoni dell'architettura stalinista, fu completato nel 1953. 
Nel 1975 la stazione fu dotata di binari elettrificati. 
A partire dal 2005 la stazione è stata oggetto di un restauro conservativo durato tre anni. L'edificio è stato reinaugurato ufficialmente il 10 aprile 2008.